# سوزان تشارلتون
سوزان تشارلتون (بالإنجليزية: Suzanne Charlton)‏ هي عالمة أرصاد بريطانية، ولدت في 1962 في أورمستون ‏ في المملكة المتحدة.